# Aknasjön (Armavir)
Aknasjön (armeniska: Ակնա լիճ) är en sjö på Araratslätten i Armavirprovinsen i Armenien. Den rinner ut i floden Metsamor.